# Павлов Станіслав Сергійович
Станіслав Сергійович Павлов (рос. Станислав Сергеевич Павлов; нар. 30 травня 1994, Усть-Каменогорськ, Казахстан) — казахський футболіст, воротар клубу «Астана».

## Життєпис
Вихованець Усть-Каменогорського футболу, з 12 років тренувався в Східно-Казахстанській обласній СДЮСШОР з футболу (тренер — Міненков Андрій Олексійович).
У чемпіонаті 2011 грав у дублі «Востока». З 2012 року — в системі футбольного клубу «Актобе». Провів у вищій лізі 7 матчів і 3 поєдинки — у Кубку Казахстану. У дублі «Актобе» провів 52 гри. Потім перейшов у «Тобол» (Костанай), але за першу команду не грав. З 2018 року захищає кольори «Астани».
Викликався до молодіжної збірної Казахстану.

### Досягнення
- Чемпіон Казахстану (1):

«Астана»: 2018
- Володар Суперкубка Казахстану (2):

«Астана»: 2018, 2019